# Всеукраїнська громадська організація «Захист дітей війни»

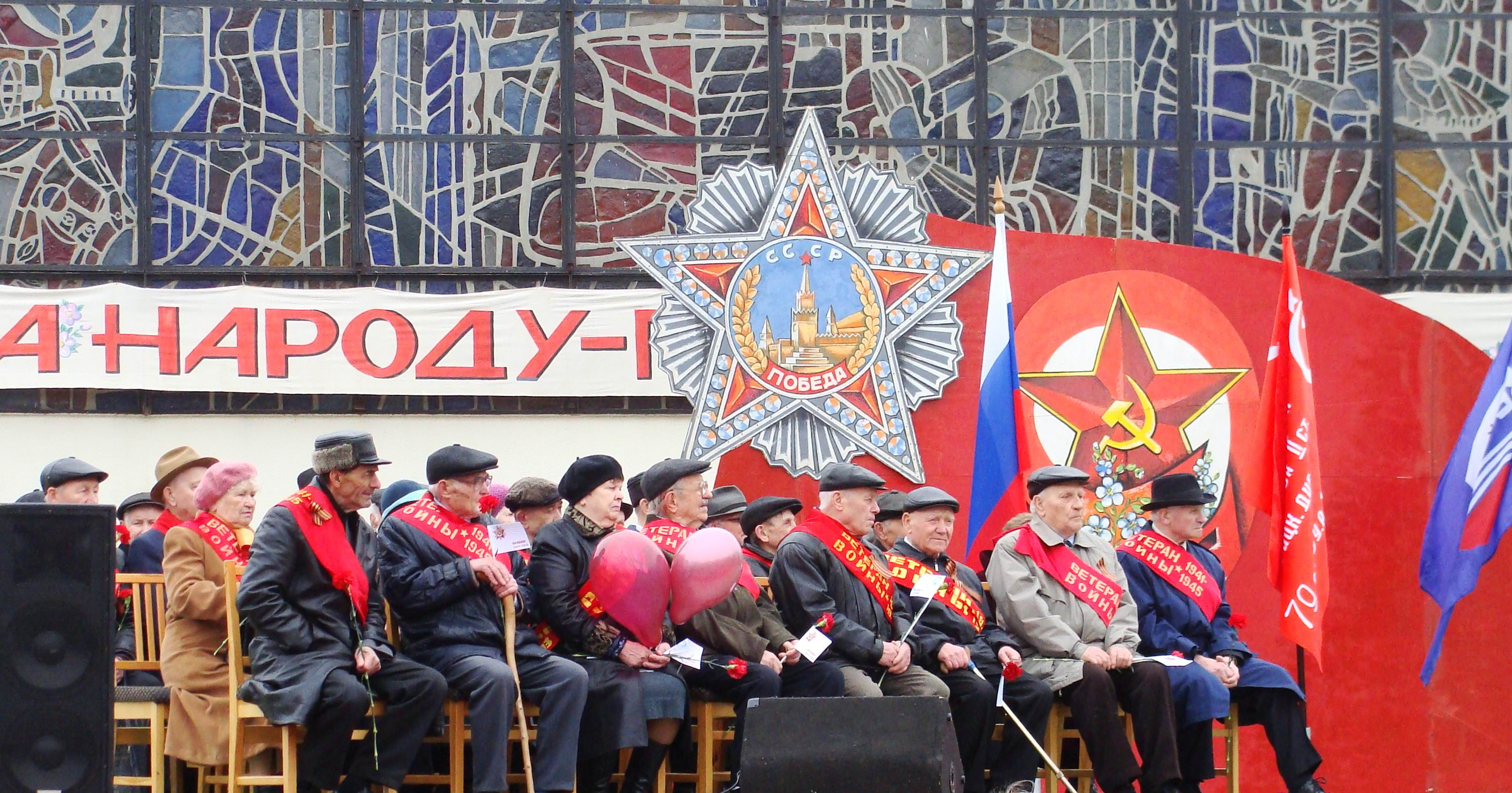
Ветерани Другої Світової Війни

Всеукраїнська громадська організація «Захист дітей війни» — всеукраїнське об'єднання осіб, які є громадянами України та яким на час закінчення (2 вересня 1945 року) Другої світової війни було менше 18 років. Установча конференція відбулась у 1996 році. Організація створена на підставі спільності інтересів для виконання мети та поставлених завдань.
Організація в своїй діяльності керується чинним законодавством, Конституцією України та статутом. Організація має свою символіку (бренд).
Основною метою діяльності організації є задоволення та захист законних соціальних, економічних, вікових та інших спільних інтересів своїх членів.
Основним завданням організації є захист громадян, які постраждали під час Друга світової війни та воєнних збройних конфліктів.
Для виконання мети та завдань організація в установленому законодавством порядку представляє та захищає інтереси своїх членів в державних органах та громадських організаціях, сприяє вирішенню питань щодо матеріального забезпечення членів організації.
Основою організації є її міські, районні та обласні організації, які створюються за територіальним принципом. У наш час[коли?] працюють осередки в усіх областях.

## Правова база
Закон України «Про соціальний захист дітей війни» [Архівовано 13 листопада 2021 у Wayback Machine.] 3235-IV (3235-15) від 20.12.2005, розроблений народними депутатами України О.Баранівським та М.Рудьковським.